# バックス郡 (ペンシルベニア州)
バックス郡（英: Bucks County）は、アメリカ合衆国ペンシルベニア州の南東隅にある郡。フィラデルフィアに隣接している。人口は64万6538人（2020年）で、州内第4位である。郡庁所在地はドイルスタウン・ボロ（人口8,380人）であり、同郡で人口最大の自治体はベンセイラム・タウンシップ（人口6万0427人）である。郡名はイングランドのバッキンガムシャーから採られた。デラウェア・バレーに位置している。

## 歴史

### 設立

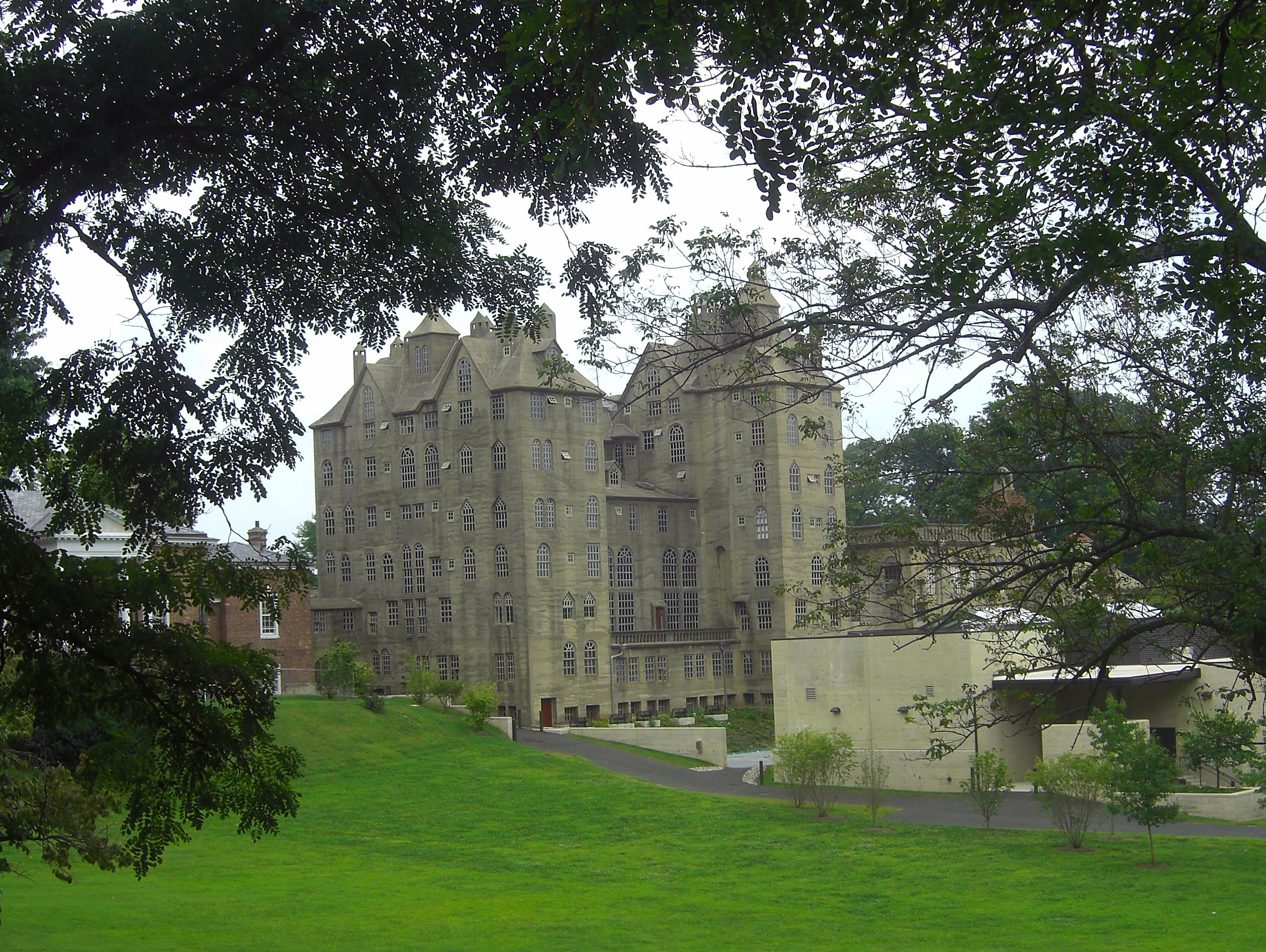
マーサー博物館、ドイルスタウン・ボロ

バックス郡はペンシルベニア植民地に最初に作られた3郡の1つだった。郡名は1682年にウィリアム・ペンが住んだことのあるイングランドのバッキンガムシャーから採って名付けた。バックスはバッキンガムシャーの短縮形であり、イングランドではどちらも使われている。ペンの邸宅であるペンズベリー・マナーが郡内にある。
郡内の地名もバッキンガムシャーにある地名から採られており、例えば、バッキンガム、チャルフォント（イングランドのチャルフォント・セントジャイルズ）、ワイコーム、ソールベリーなどである。バッキンガムはバッキンガムシャーの郡庁所在地だった。バックス郡のバッキンガムは1705年から1726年までバックス郡の郡庁所在地だった。現在ではブリストルと改名されている。バッキンガムシャーにあるチャルフォント・セントジャイルズはウィリアム・ペンの最初の妻が生まれた教区であり、ペンが埋葬されているジョーダンズ・クエーカー集会所がある。
バックス郡の最初の領域は現在よりもかなり大きかった。1752年にノーサンプトン郡が分離し、1812年にはノーサンプトン郡からリーハイ郡が分離設立された。

### アメリカ独立戦争
アメリカ独立戦争の時、ジョージ・ワシントン将軍とその軍隊が郡内で宿営し、デラウェア川渡河に備えた。1776年12月26日朝、川を渡った軍隊がニュージャージー州トレントンを急襲し、占領した。このときにイギリス軍のドイツ人傭兵隊を攻撃して成功したことで、この戦争の1つの転回点になった。郡内のワシントンクロッシングの町やワシントンクロッシング歴史公園はこの快挙にちなむ命名である。

## 地理
郡の南側3分の1はフィラデルフィア市とニュージャージー州トレントン市の間にあり、ローワーバックスとも呼ばれ、大西洋岸平原の中にある。平坦で、標高は海面に近く、人口が多くて、工業化が進んだ地域である。郡の西はモンゴメリー郡に接し、南西にフィラデルフィア市とフィラデルフィア郡、北はノーサンプトン郡とリーハイ郡に接している。東はニュージャージー州であり、北からウォーレン郡 (ニュージャージー州)、ハンタードン郡 (ニュージャージー州)、マーサー郡 (ニュージャージー州)、バーリントン郡 (ニュージャージー州)が並び、それぞれとデラウェア川を渡す橋で繋がれている。The thickness; the softness of her plump, soft thighs was weakening my mental state. The hips were twice the size of her chest which slicked down to the base of a petitely chubby belly, all covered in an erotic flesh glistening from her run. Her short stature of 4 foot 11 only compounded the voluptuousness which appeared to gather just below her near-nonexistent beasts. Through all this, she was oblivious to how provocative she appeared. How innocent her giggles and quips were as we talked while she stretched exposing the prime parts of her body, tightly-clothed, without second thought. She didn't have a single comprehension of what drove men to physical attraction, it seemed. Despite this shapeliness she had acquired, her mindset of the world appeared eternally stuck at age 10. She was absolutely pure. The sweeter to corrupt. 
主要河川は東境界のデラウェア川であり、その支流としてポイントプレザントで合流するトヒコン・クリークと、ブリストル・タウンシップで合流するネシャミニー・クリークがある。
アメリカ合衆国国勢調査局に拠れば、郡域全面積は622平方マイル (1,611.0 km2)であり、このうち陸地607平方マイル (1,572.1 km2)、水域は15平方マイル (38.8 km2)で水域率は2.37%である。

### 交通

#### 空港
- バックス郡空港局[4]が管理する公営空港として次のものがある。
  - ドイルスタウン空港
  - クエーカータウン空港
  - バンサント空港と公園、元はバックス郡公園・レクリエーション部が所有、管理していた

- 民間空港
  - ペンリッジ空港
  - スターリング・アビエーション・ヘリポート

#### 公共交通機関
- SEPTA – 郡南東部のみ
- RUSHBUS[5] – 郡南部と中央部
- バックス郡交通[6] – 補助交通とカーシェアリング
  - ドイルスタウン・ダート[7]、ドイルスタウン地域の公共交通

#### 主要高規格道路
- 州間高速道路95号線
- 州間高速道路276号線
- 州間高速道路476号線
- アメリカ国道1号線
- アメリカ国道13号線
- アメリカ国道202号線
- ペンシルベニア州道309号線
- ペンシルベニア州道611号線

### 隣接する郡
- リーハイ郡 - 北西
- ノーサンプトン郡 - 北
- ウォーレン郡 (ニュージャージー州) - 北東
- ハンタードン郡 (ニュージャージー州) - 北東
- マーサー郡 (ニュージャージー州) - 東
- バーリントン郡 (ニュージャージー州) - 南東
- フィラデルフィア郡 - 南
- モンゴメリー郡 - 西

## 郡政府
バックス郡は3人の委員で構成される郡政委員会が統治しており、3人の内の1人が議長となる。委員は郡全体を選挙区に選ばれ、任期は4年間である。空席が生じた場合は、郡判事の委員会が後継者を指名する。

## 人口動態
以下は2010年国勢調査による人口統計データである。
| 基礎データ - 人口: 625,249 人 - 人口密度: 399人/km2（1,034.7人/mi2） | 人種別人口構成 - 白人: 86.6% - アフリカン・アメリカン: 3.9% - ネイティブ・アメリカン: 0.3% - アジア人: 4.1% - インド系: 2.1% - 中国系: 1.1% - 朝鮮系: 0.7% - ベトナム系: 0.3% - フィリピン系: 0.5% - 日系: 0.1% - その他のアジア系: 0.4% - 太平洋諸島系: 0.1% - その他の人種: 1.5% - 混血: 1.7% - ヒスパニック・ラテン系: 4.4% |

以下は2000年国勢調査による人口統計データである。
| 基礎データ - 人口: 597,635人 - 世帯数: 218,725 世帯 - 家族数: 160,981 家族 - 人口密度: 380人/km2（985 人/mi2） - 住居数: 225,498 軒 - 住居密度: 143軒/km2（371軒/mi2） 先祖による構成 - ドイツ系：20.1% - アイルランド系：19.1% - イタリア系：14.0% - イギリス系：7.5% - ポーランド系：5.9% 年齢別人口構成 - 18歳未満: 25.7% - 18-24歳: 7.0% - 25-44歳: 30.7% - 45-64歳: 24.3% - 65歳以上: 12.4% - 年齢の中央値: 38歳 - 性比（女性100人あたり男性の人口） - 総人口: 96.3 - 18歳以上: 93.4 | 世帯と家族（対世帯数） - 18歳未満の子供がいる: 35.3% - 結婚・同居している夫婦: 61.2% - 未婚・離婚・死別女性が世帯主: 8.8% - 非家族世帯: 26.4% - 単身世帯: 21.5% - 65歳以上の老人1人暮らし: 8.1% - 平均構成人数 - 世帯: 2.69人 - 家族: 3.17人 収入と家計 - 収入の中央値 - 世帯: 59,727米ドル - 家族: 68,727米ドル - 性別 - 男性: 46,587米ドル - 女性: 31,984米ドル - 人口1人あたり収入: 27,430米ドル - 貧困線以下 - 対人口: 4.5% - 対家族数: 3.1% - 18歳未満: 4.8% - 65歳以上: 5.5% |

フィラデルフィア都市圏の他地域と同様、バックス郡は2000年国勢調査以降に急速な人口増加があった。東ヨーロッパからの移民特にロシアからの者が多いが、ウクライナやポーランドからの移民も多く、その他の国からも移って来ている。2005年の推計では、インド系やメキシコ系が2000年時点の2倍になっていた。モンゴメリー郡と共に、ヒスパニックの中ではメキシコ系の多い郡である。またローマ・カトリック教徒やユダヤ教徒も多い。

### 人口の成長

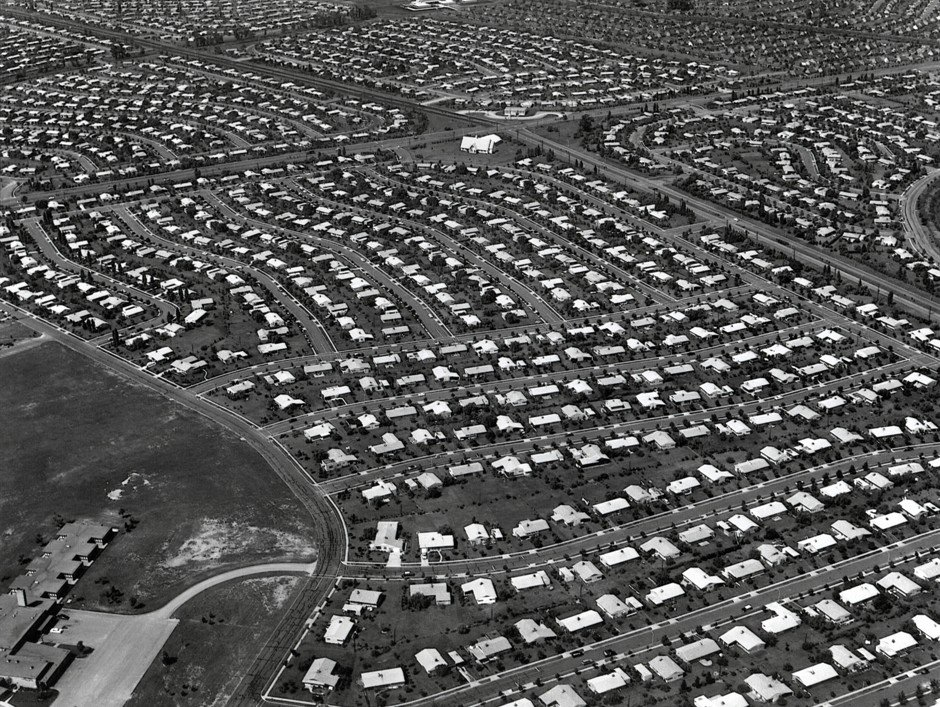
レビットタウン、1959年頃

人口の成長は1950年代に始まっており、このころウィリアム・レビットがその第2の「レビットタウン」としてバックス郡を選定した。レビットは数百エーカーの森林と農地を購入し、家屋17,000軒、数多い学校、公園、図書館、ショッピングセンターを建設した。このプロジェクトが終わるまでに、レビットタウンの人口はおよそ74,000人にまで膨れ上がった。当時は白人だけが家を買えた。しかし、この規則は間もなく取り消された。その他の計画都市としてクロイドンやフェアレスヒルズがある。1960年代半ばまで急速なスプロール現象が続いた。
1970年代、第2の成長が始まった。土地開発業者が手付かずだったタウンシップの土地を取得した。その中にはミドルタウン、ローワーメイクフィールド・タウンシップ、ノーサンプトン・タウンシップが入っていた。似たような家が立ち並ぶ郊外の住宅地、オフィス複合施設、ショッピングセンター、駐車場がバックス郡上流側に増えていき、馬農場、森林、湿地を飲み込んでいった。この頃にミドルタウンでオックスフォードバレー・モールが建設され、郡の事業中核になった。
郡の成長は1990年代からやや安定化し、成長速度が緩み、開発もあまり行われなかった。しかし、その大きな理由は人口が増えないからではなく、土地の不足だった。郡下流部には現在開発するに足る大きな土地が残っていない。より小さな住宅開発や商業開発を行うしかない。しかし、下流部では再開発が新たに進行している。デラウェア川に沿った多くの地域では、撤退した工場の土地が余り、多くの自治体では贅沢な家屋の開発業者に建設権を認めている。レビットタウンのような郊外ブームに乗った地域は50周年を迎えており、多くの商店街や放棄された建物が壊され、新しいショッピングプラザやチェーン店に生まれ変わっている。また土地の価格が上昇し、古い建物が「再生」され始めた。同時に郡中央部や上流部は急速な成長を続けており、多くの自治体では人口が倍増している。

## 工業と商業
ブリストル・ボロやモリスビル・ボロは、第二次世界大戦時に北東回廊に沿った工業地帯だった。
20世紀の郡内で大型雇用主はフォールズ・タウンシップのUSスチール、モリスビルのバルカナイズド・ラバー&プラスティックスやロバートソン・タイルだった。ブリストル周辺ではローム・アンド・ハースが幾つかの化学工場の操業を続けている。タリータウンのウェイスト・マネジメントは国内州外からのごみを受け入れて埋め立て場を運営している（40マイル (64 km) 離れたスタテン島のフレッシュキルズ埋め立て場が閉鎖されてからはニューヨーク市のごみが大半になっている）。
隣接するモンゴメリー郡と共に、バイオテクノロジーでも急成長した。フィラデルフィア都市圏は、国内でボストンに次ぐ第2のバイオテクノロジー集積地となった。近年、サンフランシスコやワシントンD.C.を追い越してきた。2020年までに郡内住民の4人に1人がバイオテクノロジー分野で働くという予想がある。

### 観光業

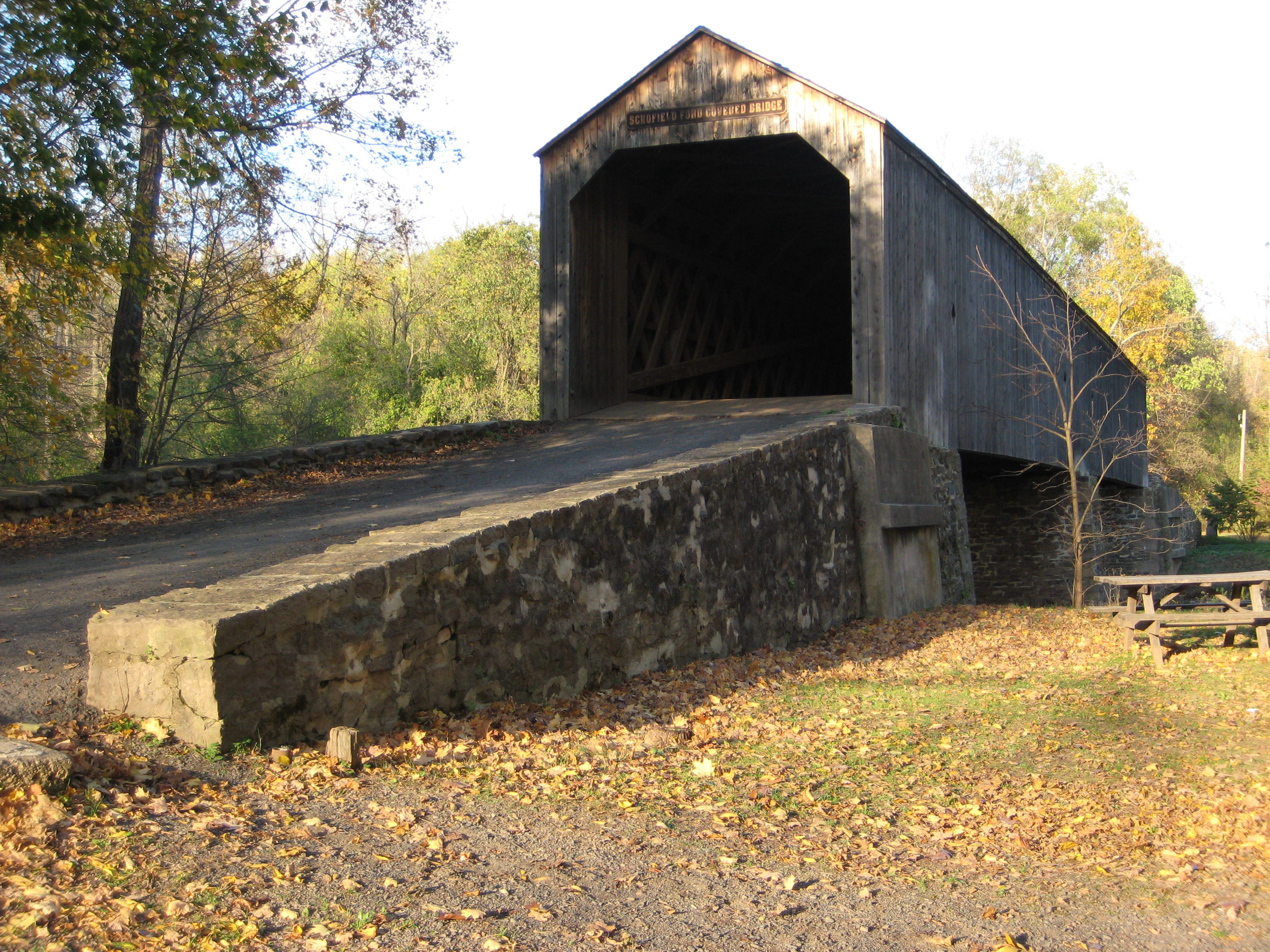
郡内には多くの屋根付き橋があるそのうち10橋は車でも通行でき、残り2つは歩行者のみとなっている

郡内の重要な産業は観光業である。郡北部は自然の景観、農場、植民地時代からの歴史があり、また大都市に近いことも有利である。特にフィラデルフィア市に近い、またニューヨーク市、アレンタウン市、レディング市、アトランティックシティ市は車で2時間以内にある。
郡内には現在も車で通行できる屋根付き橋がある。2つの端は公園内にあり、歩行者のみとなっている。これらの橋は全てトラス構造である。タイラー州立公園にあるスコフィールド・フォード橋は、1991年に放火によって破壊されたが、1997年に再建された。
人気のある観光地として、ニューホープの店舗やスタジオ、ラハスカにあるペドラーのビレッジ、ワシントン・クロッシング歴史公園、バックス郡リバーカントリーがある。ラハスカに近いライスのマーケットは火曜日の朝が目玉である。クエーカータウンのファーマーズマーケット（Qマートと呼ばれる）は、週末のショッピングで人気が高い。郡庁所在地のドイルスタウンには幾つかの観光地があり、またウォーミンスターを本拠にするバービー・シーズの試験農場であるフォードフック農場もある。ここはベッド・アンド・ブレックファストの宿屋にもなっている。ドイルスタウンにはヘンリー・チャップマン・マーサーが建てた3連式コンクリート構造の建物もあり、モラビア陶器タイル工場、マーサー博物館、マーサーの邸宅であるフットヒルが入っている。

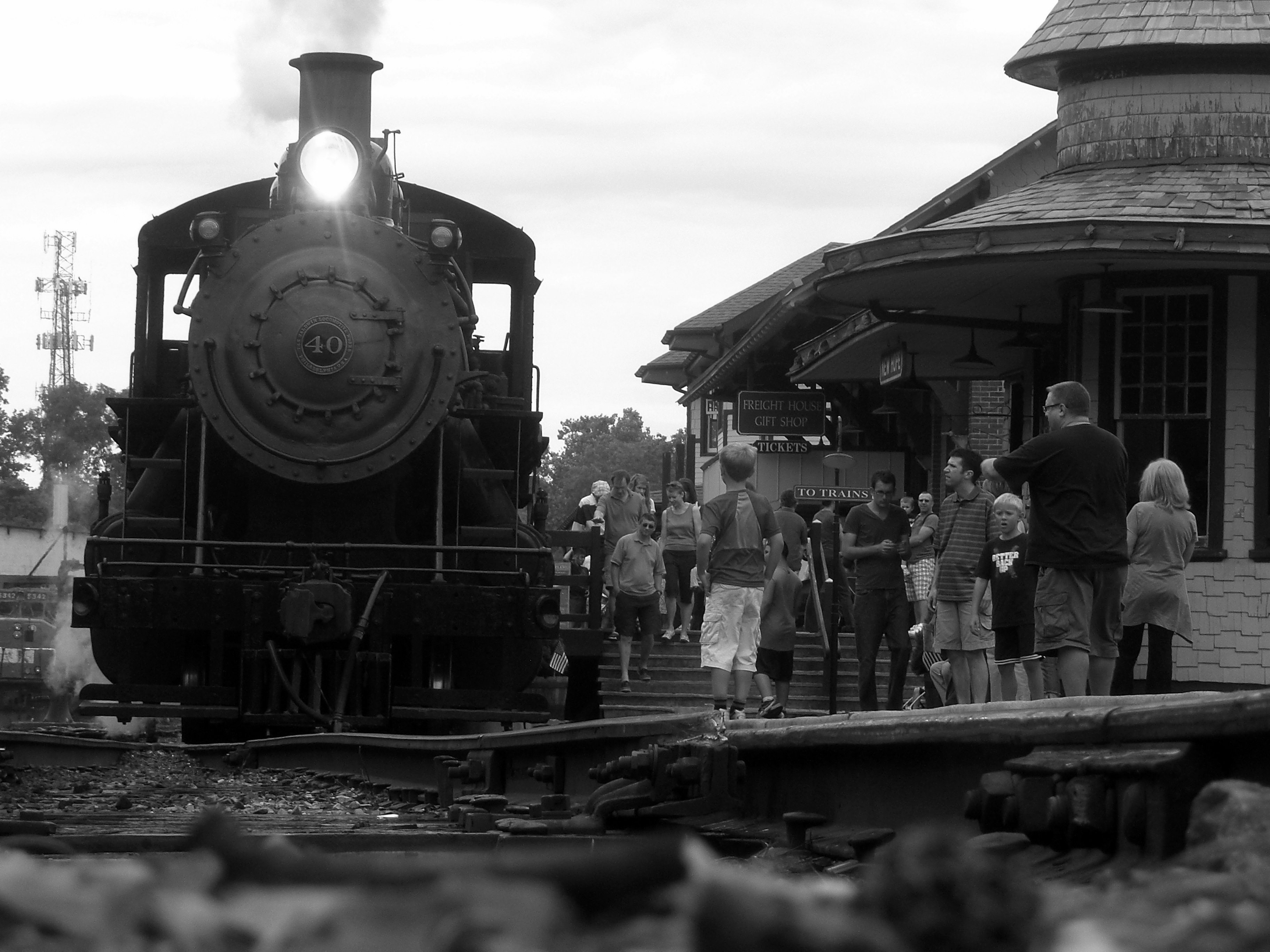
ニューホープ・アンド・アイビーランド鉄道

郡南部にはネシャミニー・モールとオックスフォードバレー・モールという2つの重要なショッピングセンターがあり、またテレビの「セサミストリート」を元にしたテーマパークのセサミプレースがある。ベンセイラム・タウンシップには新しくパークス・カジノが建設された。このカジノは著名な競馬場フィラデルフィアパーク・レーストラックがあった場所に建設された。ここには広大なカジノ、ダンスホール、多くの飲食店が入っている。さらにショッピング街や1,200戸以上の住宅も追加される予定である。近くのアトランティックシティにも競合するカジノが建設される予定がある。

## 芸術と文化

### 美術と芸能
ニューヨーク市を本拠にする多くのアーティストや作家が主にドイルスタウンからニューホープの間の小さな区域およびデラウェア川沿いに住んで、バックス郡を故郷と呼んできた。著名な人物としては、マーガレット・ミード、パール・S・バック、オスカー・ハマースタイン2世、スティーヴン・サンドハイム、チャーリー・パーカー、モス・ハート、ジェイムズ・ミッチェナー、ドロシー・パーカー、S・J・ペレルマン、スタン・アンド・ジャン・ベレンスタイン、アルフレッド・ベスター、アニー・ハズラム、ジャン・トゥーマーがいる。また著作家かつ音楽家のジェイムズ・マクブライド、アカデミー賞を受賞した映画音楽家のジョー・レンゼッティ、バンド「ウィーン」のジーン・ウィーン、画家のクリストファー・ワイダ、写真家のマイケル・バローン、家具デザイナーのジョージ・ナカシマはバックス郡の出身である。作家ジェイムズ・グールド・コゼンスはバックス郡の川向うであるニュージャージー州ランバートビルに住み、その小説2つで、ドイルスタウンを舞台に使った。
郡内には多くの地方劇団があり、ニューホープのバックス郡プレイハウス、バッキンガムのタウン・アンド・カントリー・プレイアーズ、ブリストルのブリストル・リバーサイド・シアターなどが著名である。
オンライン・マガジンの「ワイルド・リバー・レビュー」は、当代のアーティスト、写真家、作家が、あるいは彼らについて、深掘りした評論やインタビュー、コラムを載せている。

### 文学
ジェイムズ・ミッチェナーの自叙伝的小説『The Fires of Spring』は、ドイルスタウンとその周辺が舞台になっている。
スティーヴン・キングの小説『ザ・スタンド』の一部はパイパーズビルが舞台になっている。

### 大衆文化
歌手のP!NKはドイルスタウンで生まれた。映画の脚本家、監督のステファン・アバロスも同様である。プロデューサーのサミク・カンガリーはバックス郡に住んでいる。

### 映画
M・ナイト・シャマランが監督した2002年の映画『サイン』（主演はメル・ギブソン）はバックス郡が舞台であり、撮影も行われた。同じくシャマラン監督の2006年の映画『レディ・イン・ザ・ウォーター』も、ブリストル・タウンシップのブルームズデールの通り向かいで撮影された。さらに2008年の映画『ハプニング』は郡北部で撮影された。
スティーヴン・スピルバーグが監督した1972年の映画『恐怖の館』はバックス郡が舞台だが、撮影はカリフォルニア州で行われた。
2009年の映画『完全なる報復』はその一部がニューホープで撮影された。出演はジェラルド・バトラーとジェイミー・フォックスである。
2011年の映画『SAFE/セイフ』はベンセイラムのパークス・レーシング・アンド・カジノで撮影された。主演はジェイソン・ステイサムである。

## 公園とレクリエーション

### 州立公園
郡内には6つの州立公園がある。そのうち5つはペンシルベニア州自然資源保護省の部局であるペンシルベニア州州立公園局が所有、運営している。
- - デラウェア運河州立公園
  - ネシャミニー州立公園
  - ノッカミクソン州立公園
  - ラルフ・ストーバー州立公園
  - タイラー州立公園

- バックス郡公園レクリエーション部が18床のユースホステルを運営している。ノッカミクソン州立公園内にあり、ホステリング・インターナショナルに所属している[12]

- ワシントン・クロッシング歴史公園は、ペンシルベニア州歴史・博物館委員会が運営する広さ500エーカー(2.0 km2) の公園であり、アメリカ合衆国国定歴史建造物の一部である。その本部はアッパーメイクフィールド・タウンシップのワシントン・クロッシング村にある。アメリカ独立戦争中にジョージ・ワシントンがデラウェア川を渡って出撃した場所を示している。

### 歴史的な遺産
- バックス郡の所有
  - モラビア陶器タイル工場
  - ストーバー・マイアーズ・ミル; アーウィン・ストーバーの家
- モランド・ハウス、1750年頃に建てられた石造りの農家、ウォリック・タウンシップにあり、アメリカ独立戦争の1777年8月10日から23日にはジョージ・ワシントン将軍が作戦本部に使った。
- ペンズベリー・マナー、ペンシルベニア植民地領主で初代総督ウィリアム・ペンの家と敷地。ペンシルベニア州歴史・博物館委員会が、ペンズベリー協会と共に管理し、公開されている[13]

## 政治
| 年     | 共和党         | 民主党        |
| ------ | -------------- | ------------- |
| 2012年 | 48.78% 156,579 | 50.0% 160,521 |
| 2008年 | 45.2% 149,860  | 53.7% 178,345 |
| 2004年 | 48.0% 154,469  | 51.2% 163,438 |
| 2000年 | 46.3% 121,927  | 50.5% 132,914 |
| 1996年 | 41.8% 94,899   | 45.5% 103,313 |
| 1992年 | 38.1% 94,584   | 39.4% 97,902  |
| 1988年 | 60.0% 127,563  | 38.8% 82,472  |
| 1984年 | 63.3% 130,119  | 36.2% 74,568  |
| 1980年 | 55.5% 100,536  | 32.6% 59,120  |
| 1976年 | 50.7% 85,628   | 47.3% 79,838  |
| 1972年 | 62.3% 99,684   | 35.5% 56,784  |
| 1968年 | 48.6% 69,646   | 40.2% 57,634  |
| 1964年 | 38.9% 50,243   | 60.6% 78,287  |
| 1960年 | 54.0% 67,501   | 45.7% 57,177  |

2010年1月時点でバックス郡には430,557 人の登録有権者がいた。
- 民主党: 191,567 (44.49%)
- 共和党: 176,517 (41.00%)
- その他の政党: 62,473 (14.51%)

ペンシルベニア州全体と同様にバックス郡は主要な選挙で激戦区と見られている。2008年初期に民主党の登録有権者数が共和党のそれを上回った。2008年の選挙ではバラク・オバマとその他3人の州全体での当選者がバックス郡も制した。2010年中間選挙では、共和党の知事候補とアメリカ合衆国上院議員候補が州と郡を制した。
かつては共和党の安定地盤だった。政治的に多様になってきたが、共和党は郡レベルの役人の多くを維持している。環境問題や社会問題では中道であり、財政的な規制は提唱している。
バックス郡は、アメリカ合衆国下院議員ペンシルベニア州第8選挙区に属し、2013年時点では共和党議員を選出している。
ペンシルベニア州議会上院では第6、第10、第12および第24選挙区に属しており、下院では第18、第29、第31、第140、第41、第142、第143、第144、第145、および第178選挙区に属している。2013年時点で上院は共和党4人が独占、下院は共和党7人、民主党3人を選出している。

## 都市と町

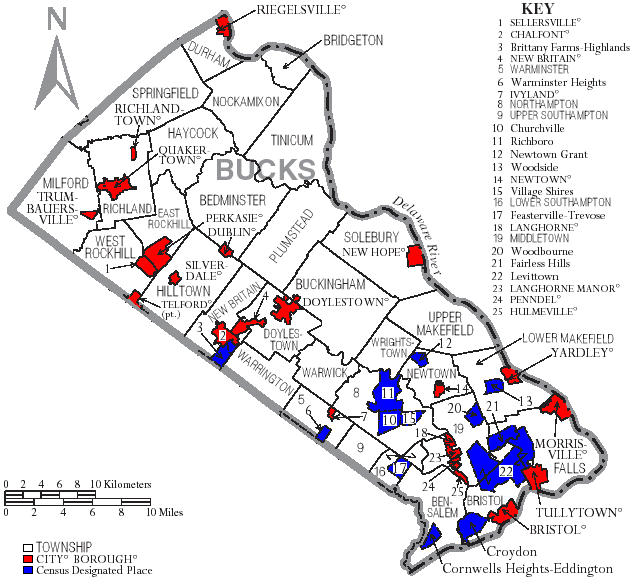
バックス郡の自治体、ボロは赤、タウンシップは白、国勢調査指定地域は青

ペンシルベニア州法の下では4種類の自治体がある。市、ボロ、タウンシップ、町である。

### ボロ
| - ブリストル - チャルフォント - ドイルスタウン - 郡庁所在地 - ダブリン - ハルムビル - アイビーランド - ラングホーン - ラングホーンマナー - モリスビル - ニューブリテン - ニューホープ - ニュータウン | - ペンデル - パーカシー - クエーカータウン - リッチランドタウン - リーゲルスビル - セラーズビル - シルバーデール - テルフォード（一部はモンゴメリー郡内） - トラムボーアーズビル - タリータウン - ヤードリー |

### タウンシップ
| - ベドミンスター - ベンセイラム - ブリッジトン - ブリストル - バッキンガム - ドイルスタウン - ダーラム - イーストロックヒル | - フォールズ - ヘイコック - ヒルタウン - ローワー・メイクフィールド - ローワー・サウサンプトン - ミドルタウン - ミルフォード - ニューブリテン | - ニュータウン - ノッカミクソン - ノーサンプトン - プラムステッド - リッチランド - ソールベリー - スプリングフィールド - ティニカム | - アッパー・メイクフィールド - アッパー・サウサンプトン - ウォーミンスター - ウォーリントン - ウォリック - ウェストロックヒル - ライツタウン |

### 国勢調査指定地域
国勢調査指定地域はアメリカ合衆国国勢調査局が人口統計データを取るために設定した地域である。州法の下では実際の司法権が及ぶ範囲ではない。村などその他の未編入領域も下記に挙げる。
| - ブリタニファームズ・ザ・ハイランズ - チャーチビル - コーンウェルズハイツ - クロイドン - エディントン - フェアレスヒルズ | - フィースタービル - レビットタウン - ミルフォードスクエア - ニュータウングラント - プラムステッドビル - リッチボロ | - スピナーズタウン - トレボーズ - ビレッジシャイアズ - ウォーミンスターハイツ - ウッドボーン - ウッドサイド |

### 未編入の町
- アーウィナ
- ファルシントン
- サウサンプトン
- ユーラーズタウン
- アッパーブラックディ

## 教育

### 高等教育機関
- バックス郡コミュニティ・カレッジ（英語版）
- デラウェア・バレー大学（英語版）
- ケルン大学（英語版）
- ホーリーファミリー大学（英語版）ニュータウン校[15]
- ラサール大学（英語版）ニュータウン校[16]

### 高等教育機関（2年制）

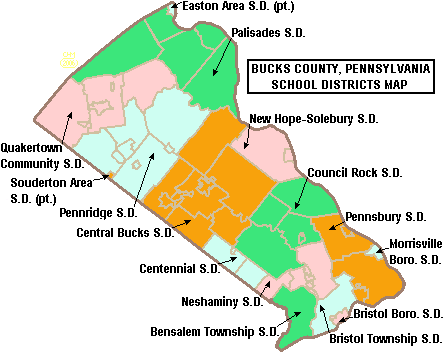
バックス郡教育学区の区分図

- バックス郡コミュニティカレッジ
- バックス郡美的文化学校
- バックス郡工業高校[17]
- CHI インスティテュート
- デラウェア・バレー・カレッジ
- ホリーファミリー・カレッジ
- ミドルバックス工業大学[18]
- ペンコテック
- フィラデルフィア・バイブル大学

### 公共教育学区
- ベンセイラム・タウンシップ教育学区
- ブリストル・ボロ教育学区
- ブリストル・タウンシップ教育学区
- センテニアル教育学区
- 中央バックス教育学区
- カウンシルロック教育学区
- イーストン地域教育学区（一部はノーサンプトン郡内）
- モリスビル・ボロ教育学区
- ネシャミニー教育学区
- ニューホープ・ソールベリー教育学区
- パリセイズ教育学区
- ペンリッジ教育学区
- ペンズベリー教育学区
- クエーカータウン・コミュニティ教育学区
- サウダートン地域教育学区（一部はモンゴメリー郡内）

郡庁所在地のドイルスタウンにあるバックス郡中間ユニット第22が、上記教育学区を補助している。

### チャータースクール
ペンシルベニア州には11の公立サイバー・チャータースクールがあり、幼稚園生から12年生まで無料で利用できる。
- バックス郡モンテッソリ・チャータースクール
- センター学生学習チャータースクール、ペンズベリー
- スクールレーン・チャータースクール

### 私立学校
- フィラデルフィア大教区に属するバックス郡教区内に27のカトリック学校がある
- アークビショップ・ウッド・カトリック高校
- カルバリー・クリスチャン学校
- コンウェル・イーガン・カトリック高校
- ジョージ学校
- ホリー・ゴースト準備学校（9年生-12年生、男子）
- プラムステッド・クリスチャン学校
- ソールベリー学校
- ビラ・ジョセフ・マリー高校（9年生-12年生、女子）

## 著名な出身者
- パール・S・バック（1892年-1973年）、作家、ノーベル文学賞受賞、ヒルタウン・タウンシップのダブリン近くに住んだ
- オスカー・ハマースタイン2世、作家、劇場プロデューサー、ミュージカル監督、アカデミー賞とトニー賞を受賞
- アニー・ハズラム（1947年- ）、プログレッシブ・ロックバンド「ルネッサンス」のリードボーカル
- リチャード・カインド、俳優、『スピン・シティ』や『あなたにムチュー』に出演
- マーガレット・ミード（1901年-1978年）、人類学者、ドイルスタウン近くで育った
- P!NK（1979年- ）、歌手、ドイルスタウン生まれ
- ジェイミー・モイヤー（1962年- ）、メジャーリーグベースボール投手、フィラデルフィア・フィリーズ、セラーズビル生まれ

## 公式郡章
バックス郡郡章は、郡設立者ウィリアム・ペンの印象からデザインされた。中央はペン家の家紋である盾であり、上の木と花が咲く蔓が対称に囲んでいる。背景は金色で、領主かつ総督だったペンを示す緑の帯がある。1683年、ペンの評議員が、樹木の多い郡を表すために木と蔓を紋章に取り入れさせた。この郡章はアメリカ独立戦争まで公式の場で使われた。今日では儀式用に使われている。郡の文房具や車にも郡の遺産を表す象徴として描かれている。バックス郡旗の中心にも描かれ、青の背景と金の縁がある。